# Hyloxalinae
Hyloxalinae – podrodzina płazów bezogonowych z rodziny drzewołazowatych (Dendrobatidae). 

## Zasięg występowania
Podrodzina obejmuje gatunki występujące od Panamy na południe do Peru wzdłuż wybrzeża Oceanu Spokojnego, andyjskiej Wenezueli, Kolumbii, Ekwadoru, Peru oraz wschodniego podnóża Andów od Boliwii do Wenezueli, na wschód do górnej części Niziny Amazonki.

## Podział systematyczny
Do podrodziny należą następujące rodzaje:
- Ectopoglossus Grant, Rada, Anganoy-Criollo, Batista, Dias, Jeckel, Machado & Rueda-Almonacid, 2017
- Hyloxalus Jiménez de la Espada, 1870
- Paruwrobates Bauer, 1994